# دونژی لاپاک
دونژی لاپاک (به لاتین: Donji Lapac) یک منطقهٔ مسکونی در کرواسی است که در شهرستان لیکا-سنی واقع شده‌است. دونژی لاپاک ۳۵۲٫۷۲ کیلومتر مربع مساحت و ۲٬۱۱۳ نفر جمعیت دارد.